# Porta del Leone
La porta del Leone si trova a Pisa. È situata nella piazza del Duomo, oltre il campo santo, in un piccolo slargo.

## Storia e descrizione
Risalente al XII secolo, era una delle due porte di rappresentanza (l'altra era la porta del Parlascio), ossia quelle particolari porte cittadine attraverso le quali venivano fatte passare le persone più in vista dell'epoca. Nel particolare questa conduceva direttamente al centro religioso della città e simbolo della propria potenza. Il nome è dovuto al leone in marmo, di probabile origine etrusca posto all'esterno in una nicchia, come a protettore della città.
Durante la dominazione fiorentina il leone fu spostato sopra le mura rivolto all'interno della città stessa, non più come sorvegliante di Pisa, ma come se fosse a sorvegliare sulla città stessa. È una testimonianza importante di questo aspetto, insieme alle torri mozzate, per far "chinare la testa" una volta per tutte ai pisani, che al tempo erano concorrenti temibili in ambito commerciale e politico. Inoltre appena al di fuori della porta fu concesso alla comunità ebraica di costruire il proprio cimitero, rendendo così del tutto inaccessibile il passaggio. I fiorentini costruirono quindi una nuova porta di accesso alla piazza: Porta Nuova.

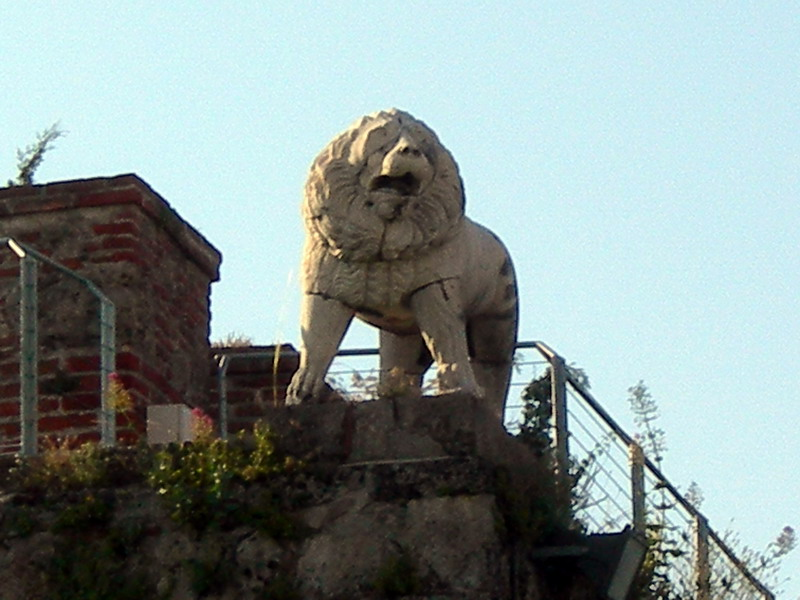
Il leone etrusco
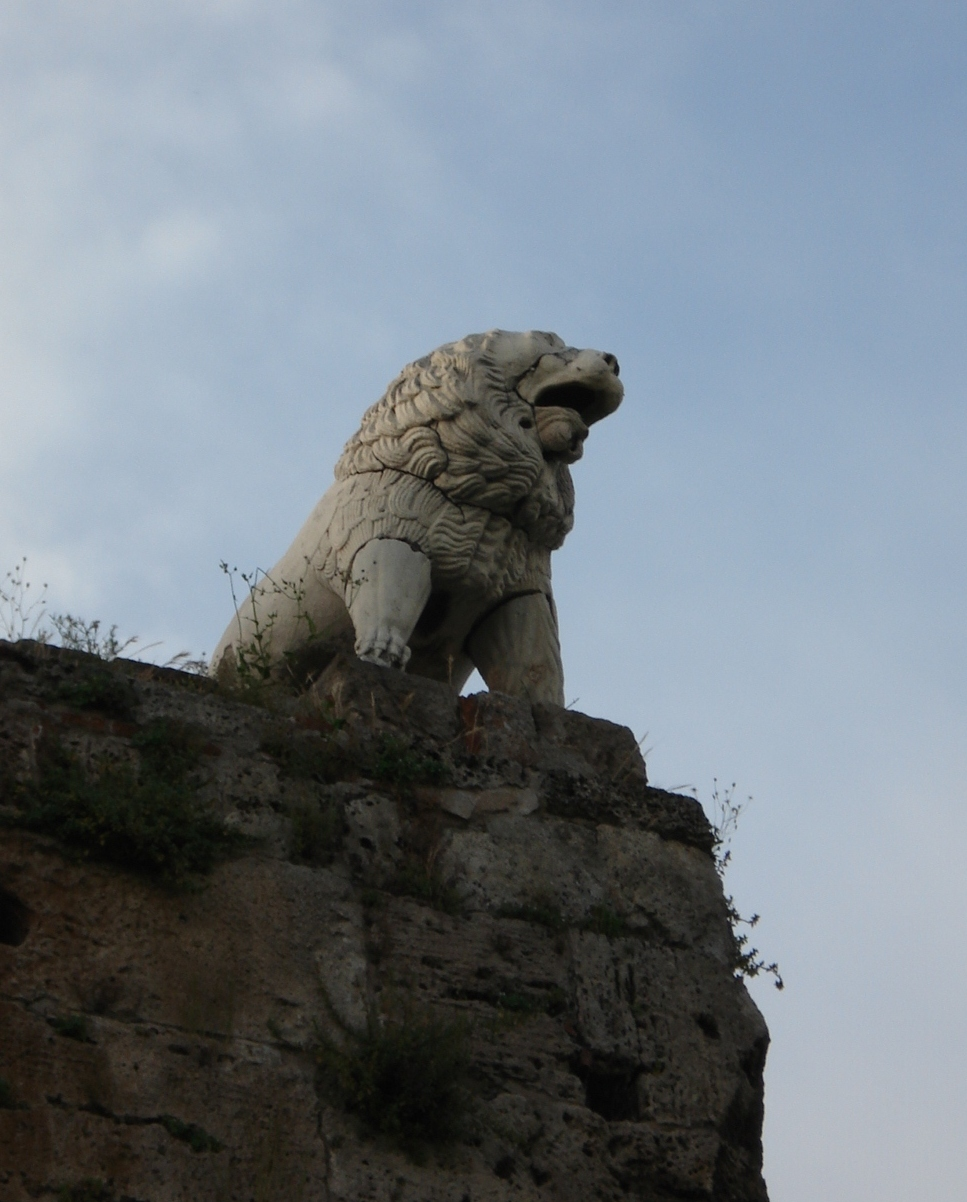
Altra veduta del leone
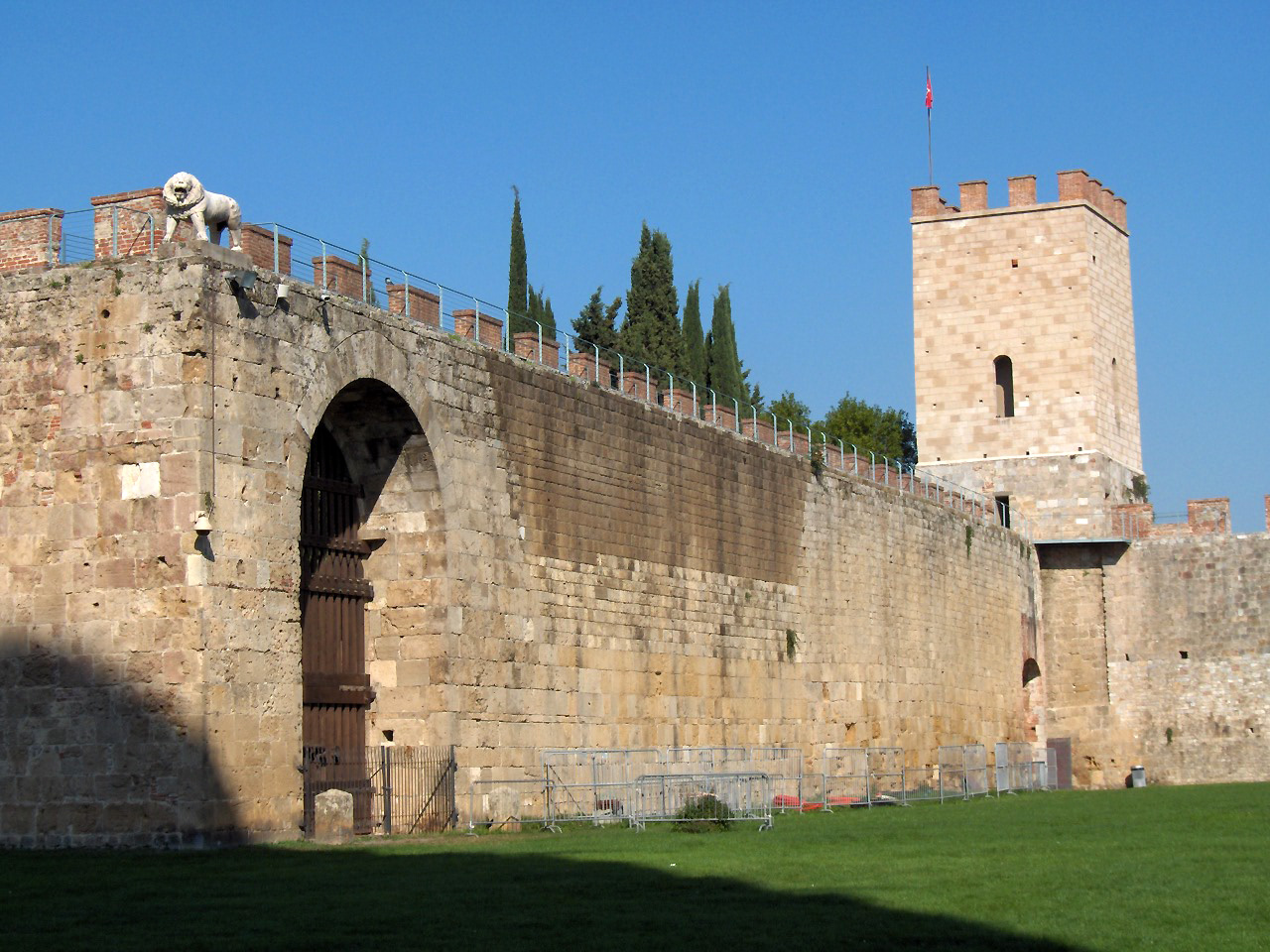
Il tratto di mura con la porta del Leone